# نانگو تایشا
نانگو تایشا (به ژاپنی: 南宮大社 Nangū Taisha) یک معبد شینتویی که در استان گیفو در ژاپن قرار دارد.